# James Brady
Pour les articles homonymes, voir James Brady (homonymie) et Brady.
James Scott Brady appelé aussi Jim Brady, né le 29 août 1940 à Centralia dans l'Illinois et mort le 4 août 2014 à Alexandria dans l'État de Virginie, est un ancien conseiller du président des États-Unis et ancien porte-parole de la Maison-Blanche sous la présidence de Ronald Reagan.

## Biographie
Il est grièvement blessé lors de la tentative d'assassinat de Ronald Reagan en 1981 par un déséquilibré, John Warnock Hinckley, Jr., attentat qui le laisse paralysé. Brady milite ensuite pour le contrôle des armes à feu.
Avec son épouse Sarah Brady (en), il rejoint l'association Handgun Control, Inc. (HCI) en 1985. Celle-ci devient l'association Brady Campaign (en) en 2001. Dirigée par Sarah Brady, l'association est basée à Washington et regroupe plus de 400 000 membres aux États-Unis.
La loi Brady de 1994, qui vise à exiger la vérification des antécédents des acheteurs, porte son nom. En 1996, il reçoit des mains du président Bill Clinton, la médaille présidentielle de la Liberté. En 2000, la salle de presse de la Maison-Blanche a été baptisée en son nom la « James S. Brady Press Briefing Room ».
Il meurt le 4 août 2014. Selon le médecin légiste du district de Columbia, cette mort est le résultat des blessures par balle subies en 1981 lors de l'attentat.

## Liensexternes
- Golf AdvisorNotices d'autorité :   - VIAF
  - ISNI
  - IdRef
  - LCCN
  - GND
  - Pays-Bas
  - Israël
  - NUKAT
  - Tchéquie
- (en) Brady Campaign and Brady Center to Prevent Gun Violence - Site de l'association